# Brazilski nacionalni muzej
Brazilski nacionalni muzej ustanova je u Riu de Janeiru.

## Povijest
Muzej je izgradio kralj Joao VI. godine 1818. pod imenom Kraljevski muzej. Smatrao je kako je Brazil nedovoljno istražena zemlja i te da ju je potrebno bolje istražiti. Muzej je prvotno imao biljne i životinjske izloške, osobito ptičje. Zbog toga je nazvan i Kućom ptica.
Kada se Pedro I. od Brazila oženio za austrijsku Leopoldinu, krajem 19. stoljeća muzej su posjećivali mnogi Europljani, kao Maximilian zu Wied-Neuwied, Johann Baptist von Spix, Carl Friedrich Philipp von Martius itd.
Pedro II. od Brazila upotpunio je muzej antropološkim, paleontološkim i arheološkim zbirkama. Nabavio je izloške iz starog Egipta, te fosile. Time je muzej postao najznačajnjiji u Južnoj Americi.
Svrgnućem monarhije, muzej je premješten u carsku rezidenciju Paso, gdje se i danas nalazi. Od 1945. vlasnik mu je Federalno sveučilište Ria de Janeira. Postoje antropološke, sociološke, biljne, životinjske, geološke i paleontološke zbirke.
Tu se izlažu životinje, kukci, minerali, oruđe i oružje domorodaca, mumije, južnoamerički atefakri, merteori, fisioli itd.
Dne 2. rujna 2018. godine skoro cjelokupna zbirka muzeja uništena je u požaru nepoznatog uzroka.

## Vanjske poveznice
- Službena stranica  Arhivirana inačica izvorne stranice od 26. rujna 2011. (Wayback Machine)